# بالگردگاه لانگ لیک
بالگردگاه لانگ لیک (به انگلیسی: Long Lake (oil sands)) یک فرودگاه خصوصی است. این فرودگاه در کشور کانادا قرار دارد و در ارتفاع ۴۹۱ متری از سطح دریا واقع شده است.